# Gorilla Biscuits

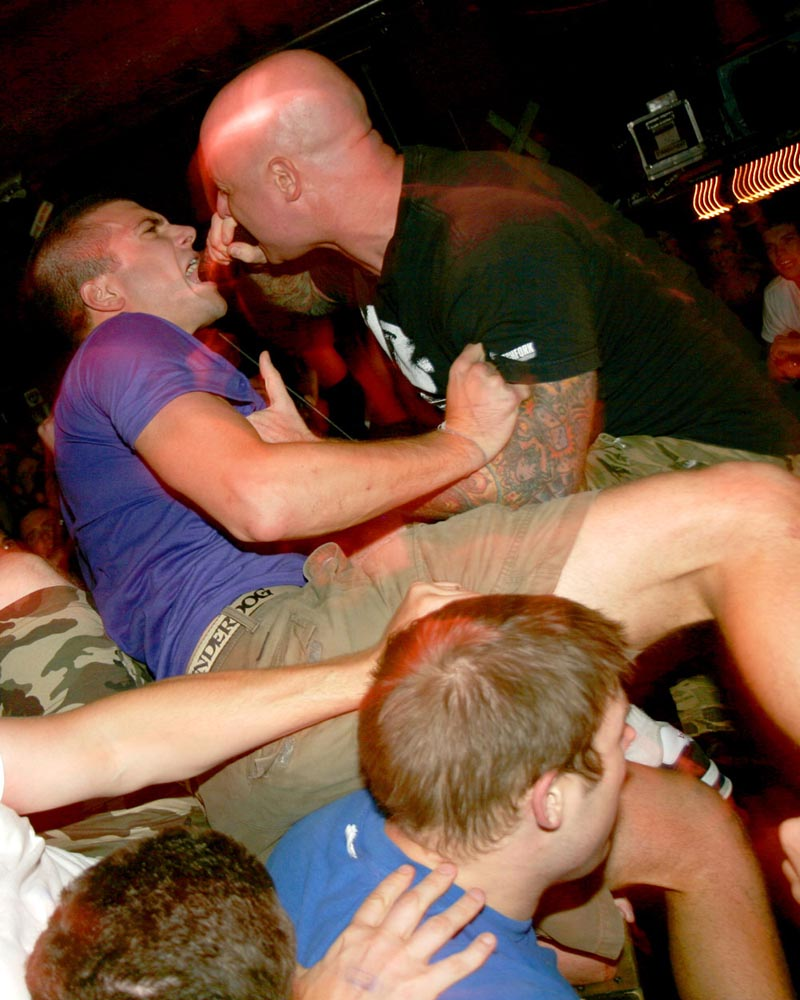
Gorilla Biscuits em 2006.

Gorilla Biscuits é uma banda de hardcore punk, nascida em Nova Iorque, EUA, com os integrantes: Anthony Civarelli, Walter Schreifels, Arthur Smilios, Alex Brown e Luke Abadia.

## História
A banda foi fundada durante a segunda metade dos anos oitenta, por Civarelli e Smilios que, além de serem colegas de escola, compartilhavam uma paixão pelo hardcore punk e, em particular, para o Agnostic Front. Os primeiros concertos foram realizados em locais famosos da cidade como o CBGB. Na ocasião, conheceram outros membros da cena de Nova York, incluindo Ray Cappo e João Porcelly do Youth Of Today.
Arthur queria formar uma banda de hardcore e pediu pra Civ cantar. No entanto Civ não estava interessado em cantar, e tinha vergonha, tanto que durante seus primeiros shows só olhava pra parede ou pro chão. Os membros da banda organizaram um show para a banda ainda sem nome (Gorilla Biscuits usava o baterista do Token Entry, Ernie Parada no primeiro show), mas precisava de um nome para promover. Uma droga popular na área nessa época foi quaaludes, chamada pelas pessoas de "gorilla biscuits" devido ao tamanho grande da pílula. Inicialmente era só um nome temporário, mas eles continuam a usá-lo.
As primeiras gravações da banda foram demos de má qualidade. No entanto, logo a popularidade do grupo cresceu significativamente. Depois de ter incluído o single "Better Than You" em uma compilação, a Revelation Records decidiu gravar e publicar em 1988 um EP chamado Gorilla Biscuits , que logo se tornou um hit na indústria, tanto que o grupo começou uma turnê nos EUA e na Europa.

## Membros
- Anthony Civarelli - voz
- Walter Schreifels - guitarra
- Charlie Garriga - guitarra
- Arthur Smilios - baixo
- Luke Abadia - bateria

## Discografia
| Título                                    | Data de lançamento | Notas | Gravadora    |
| ----------------------------------------- | ------------------ | --- | ------------ |
| Demo Gorilla Biscuits                     | 1988               | Bootleg, pode também ser encontrado Walter Sings The Hits.                                                    | 99 Records   |
| Gorilla Biscuits                          | 1988               | 7 primeiro" LP                                                                                                | Revelation   |
| Start Today                               | 1989               | Seu segundo e último registro antes de dissolução.                                                            | Revelation   |
| Having A Great Time... Wish You Were Here | 1991               | Último show, gravado por uma mesa de som em 1991 na Alemanha.                                                 | 99 records   |
| 2 Song 7 inch                             | 2006               | Vendido em 2006 turnê de reunião. Apenas 20 cópias foram vendidas. Duas músicas novas pelos membros originais | Independente |